# 日本抵抗器製作所
株式会社日本抵抗器製作所（にほんていこうきせいさくしょ）は、富山県南砺市に本社を置く抵抗器などの電子部品を製造販売している企業である

## 沿革
- 1935年（昭和10年） - 東京府東京市（現東京都）品川区において、日本抵抗器研究所として創業[2]。
- 1943年（昭和18年） - 富山県東礪波郡城端町（現南砺市）において、有限会社日本抵抗器製作所を設立[2]。
- 1953年（昭和28年） - 株式会社日本抵抗器製作所に改組[2]。
- 1964年（昭和39年） - 東京証券取引所2部上場[2]。